# Kimi Tsunagi Five M
Kimi Tsunagi Five M (君繋ファイブエム (Kimi tsunagi faibu emu?)) è il primo album in studio del gruppo rock giapponese Asian Kung-Fu Generation, pubblicato nel 2003.

## Tracce
1. Flashback (フラッシュバック?, Furasshubakku) – 1:58
2. Mirai no Kakera (未来の破片?) – 4:45
3. Denpatō (電波塔?) – 3:31
4. Understand (アンダースタンド?, Andāsutando) – 3:44
5. Natsu no Hi, Zanzō (夏の日、残像?) – 4:41
6. Mugen Glider (無限グライダー?, Mugen Guraidā) – 5:07
7. Sono Wake o (その訳を?) – 4:36
8. N.G.S. (Number Girl Syndrome) – 2:54
9. Jihei Tansaku (自閉探索?) – 3:28
10. E – 4:12
11. Kimi to Iu Hana (君という花?) – 6:10
12. No Name (ノーネーム?, Nōnēmu) – 5:00

## Formazione
- Masafumi Gotō – voce, chitarra
- Kensuke Kita – chitarra, cori
- Takahiro Yamada – basso, cori
- Kiyoshi Ijichi – batteria